# Шиврина, Нелли Викторовна
Нелли Викторовна Шиврина (род. 20 декабря 1955, Волчанск, Свердловская область) — советский и казахский музейный работник, директор ГККП «Музей современного искусства» (1999—2014).

## Биография
Родилась 20 декабря 1955 года в Волчанске, Свердловская область, РСФСР. В 1979 году окончила филологический факультет Целиноградского государственного педагогического института.
С 1973 по 1975 год работала учительницей Елизаветградской школы в Шортандинском районе, Целиноградская область. В 1975 году приехала жить в Целиноград. С 1979 года — работник Целиноградского областного историко-краеведческого музея; давала лекции для различных групп населения по истории, краеведению, этнографии и археологии. В 1992 году стала главным специалистом отдела внутренней политики Акмолинской областной администрации по вопросам культуры и спорта.
В 1999 году была назначена директором Музея современного искусства (Астана), руководила музеем вплоть до его закрытия в 2014 году. За время руководства музеем сделала вклад в популяризацию творчества современных казахских художников на родине и за границей, сохранение культурного наследия, поддержку молодых перспективных авторов.
Академик Академии художеств Казахстана (2006), почётный гражданин Астаны (2014), кавалер французского Ордена Искусств и литературы. Награждена медалями «10 лет Независимости Республики Казахстан» (2001), «Шапагат» (2007), «Юбилей Астаны» (2008); награждена нагрудными знаками Министерства культуры СССР и ЦК Профсоюза работников культуры «Отличник сельского хозяйства» (1983), Министерства культуры, информации и социального согласия Республики Казахстан. Заслуженный работник культуры Республики Польша (2010).